# Ursula Biemann
Ursula Biemann (Zúrich, 8 de septiembre de 1955) es una videoartista, conservadora de museos, educadora y teórica del arte suiza.

## Trayectoria
Nació el 8 de septiembre de 1955 en Zúrich, Suiza. Se formó en arte en Boston, México y Nueva York. Se licenció en Bellas Artes por la Escuela de Artes Visuales de Nueva York en 1986. En 1988, estudió en el Programa de Estudios Independientes Whitney en Nueva York.
De 1995 a 1998 fue comisaria del Museo de Arte La Shedhalle de Zúrich; y, de 2000 a 2003, enseñó en la Escuela Superior de Bellas Artes de Ginebra, desde donde dirigió proyectos de investigación artística como B-Zone Becoming Europe and Beyond (2003-2005) o The Maghreb Connection (2005-2007), en el Instituto de Teoría de la Universidad de las Artes de Zúrich.
Biemann inició varios proyectos de investigación y exposición colaborativos y comisariados como el World of Matter, producido por Hartware Dortmund, en la colección de HEK Basel.
Sus primeros videoarte Performing the Border de 1999 y Writing Desire (2000) abordaron los temas de género, globalización, tecnología y movilidad en un estilo ensayístico y documental. Sus trabajos posteriores (Deep Weather de 2013, Forest Law de 2014, Acoustic Ocean de 2018, Forest Mind de 2021) se centraron en los recursos, la ecología, los bosques y el clima, utilizando un estilo más crítico incluyendo algunos elementos míticos, poéticos y de la ciencia ficción.
De 2018 a 2023, recibió un encargo del Museo de Arte de la Universidad Nacional de Colombia (UNAL), iniciándose así una colaboración a largo plazo con el pueblo indígena Inga de Colombia, para crear una Universidad Indígena en la selva tropical. La cooperación dio como resultado el trabajo de medios Devenir Universidad, y Forest Mind con un enfoque en la inteligencia en la naturaleza y un diálogo entre los sistemas de conocimiento científicos y ancestrales. La comisión de la UNAL también incluyó la creación de un monográfico multimedia en línea, Becoming Earth, incluyendo los trabajos ecológicos en video de Biemann de 2012 hasta 2024.
Inició sus exposiciones en solitario en 2008 en el Bildmuseet Umea en Suecia, y, tras pasar por varios museos de arte contemporáneo, como el Museo de Arte Contemporáneo de Barcelona o el Museo Nacional Centro de Arte Reina Sofía y otros centros culturales europeos; en 2024, expuso en el Museo de Arte Contemporáneo de la UNAM, Ciudad de México. Participó en numerosas exposiciones colectivas en todo el mundo y sus trabajos han sido expuestos en las Bienales Internacionales de Arte desde Bamako en 2007, pasando por Riad, hasta la 60.ª Bienal de Venecia de 2024, donde su trabajo fue exhibido junto a otros 56 artistas en la obra colectiva Disobedience Archive.
Sus escritos abordan temas antropológicos y políticos como las fronteras, la migración, el género, la ecología, el Antropoceno, las relaciones entre humanos y no humanos, así como, los sistemas de conocimiento indígenas. Estos textos también incluyen descripciones de las antiguas rutas comerciales transaharianas que utilizan los migrantes en la actualidad.

## Premios y reconocimientos
Recibió el Premio Meret Oppenheim 2009, un título honorífico de la Universidad sueca de Umeå en 2008 y el Premio de Arte de la Ciudad de Zúrich 2022, entre otros reconocimientos.
Sus obras se conservan en varios fondos de arte contemporáneo de Francia y Suiza, así como en el Centro Pompidou, el Museo Migros, el Museo de Arte del Valais de Sion, la Colección Federal Suiza de Arte BKS Bundeskunstsammlung, la Kunsthaus de Zúrich y la Fundación Generali de Viena.